# بنیاد خوان میرو
بنیاد خوان میرو (کاتالونیایی: Fundació Joan Miró, Centre d'Estudis d'Art Contemporani) ([fundəsiˈo ʒuˈam miˈɾo]، "بنیاد خوان میرو، مرکز مطالعات هنر معاصر") موزه ای برای هنر مدرن است که به افتخار جوآن میرو ساخته شده و واقع در تپه ای به نام مونتخپیک در بارسلونا، کاتالونیا (اسپانیا) است.

## تاریخ
ایده این بنیاد در سال ۱۹۶۸ توسط خود خوان میرو داده شد. میرو با دوست خود خوان پرات بنیاد را تشکیل داد. میرو می‌خواست ساختمان جدیدی بسازد که هنرمندان جوان تر را ترغیب به تجربه در هنر معاصر کند. این ساختمان توسط خوسپ لوئیس سرت طراحی شد تا اطمینان حاصل شود که این اثر هم در دسترس عموم قرار گرفته و هم به نمایش گذاشته می‌شود. وی ساختمان را با حیاط و تراس طراحی کرده و مسیری طبیعی را برای بازدیدکنندگان از داخل ساختمان ایجاد کرده‌است.

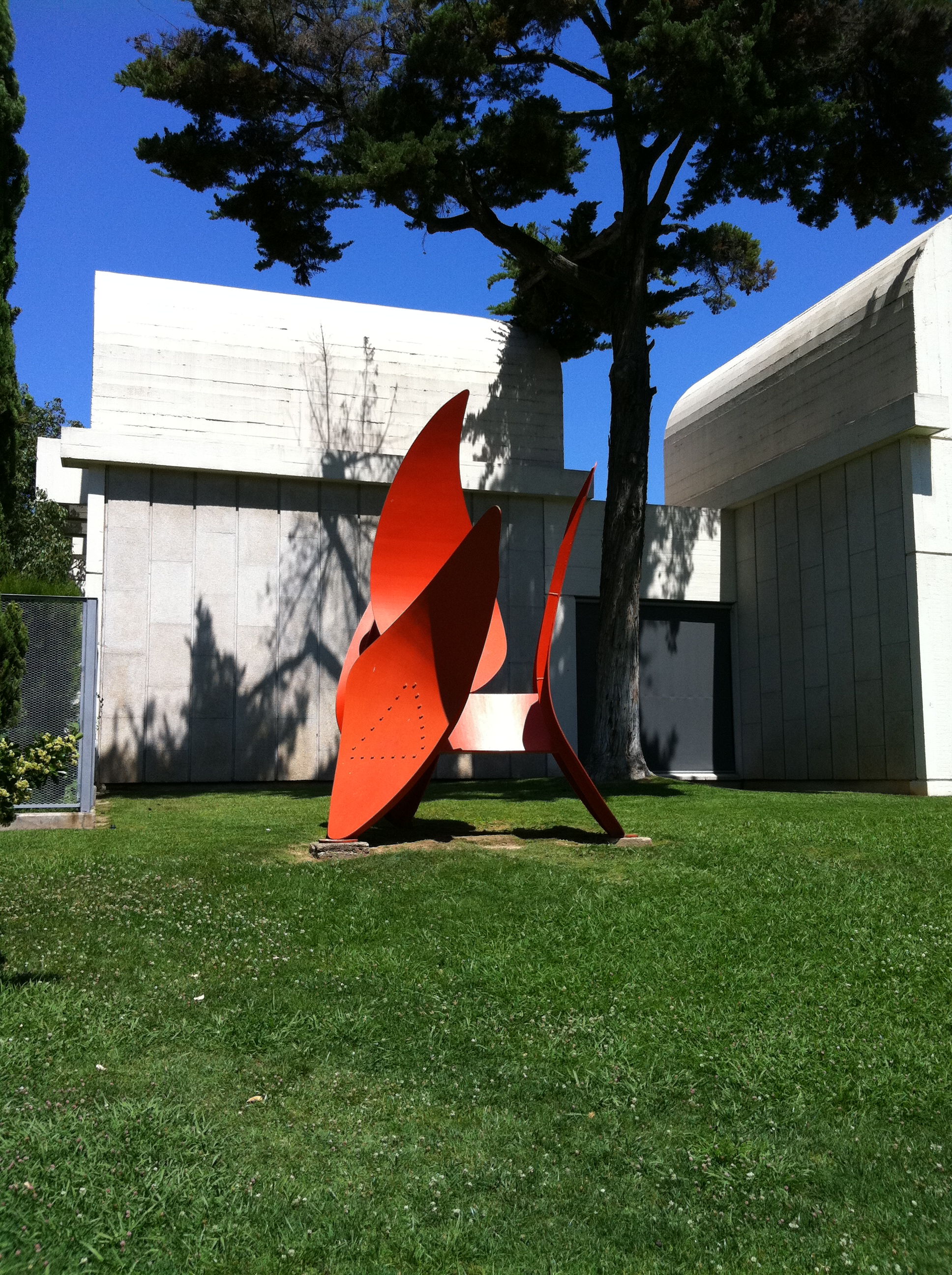
۴ بال توسط الکساندر کالدر در باغ

بنای توسعه در سال ۱۹۸۶ به ساختمان سالن و کتابخانه ای اضافه شد که در حدود ۱۰۰۰۰ آیتم از آن در بنیاد و مجموعه میر نگهداری می‌شود.

## آثاری از جوآن میرو
بسیاری از آثار موجود در ساختمان توسط خود هنرمند اهدا شده‌است.